# Satanta (miasto)
Satanta – miasto w Stanach Zjednoczonych, w stanie Kansas, w hrabstwie Haskell.